# Dahmaa
Le Dahmaa, ou Dahman, est une sous-lignée de chevaux de la race Arabe ou Yéménite, élevée au Sud-Ouest du Yémen, à Sanaa, Dhamar et Al-Hodeïda. Il est vraisemblablement proche de l'extinction en 2020.

## Histoire
Le nom de la lignée provient d'un mot en arabe signifiant « sombre » ou « noir »,. Ce nom est, en effet, souvent donné à un cheval de couleur noire. Il en existe deux transcriptions : « Dahman Shahwan », forme masculine, et « Dahmah Shahwaniya  », forme féminine. Le pluriel se transcrit par « Al Duhaym ».
D'après Judith Forbis et Joe Ferriss, il s'agissait à l'origine d'une sous-lignée. D'après leur légende, les chevaux Dahman seraient descendants de ceux ayant appartenu au roi Salomon. Ces sous-lignées sont établies à partir des lignées principales du cheval arabe, et nommées d'après une jument célèbre, ou du nom d'un sheik qui a créé une branche d'élevage notable.
Ali Bey, tout comme Abbas Pasha, a une préférence pour deux lignées du cheval arabe : Saklawi Gidran, et Dahman Shahwan.
La lignée « Dahmaa » dispose d'un stud-book au Yémen.

## Description
Le guide Delachaux le classe comme une variété de l'Arabe, tandis que l'encyclopédie de CAB International (édition 2020) le range parmi les lignées du cheval yéménite.
Le Dahman est décrit comme morphologiquement intermédiaire entre le Saklawi (cheval de show élevé pour son élégance) et le Koheilan (taille et musculature), avec une tête courte et large, aux petites oreilles, aux grands yeux, et de profil concave.

## Utilisations
Comme tous les chevaux yéménites, il est surtout utilisé pour le travail, et peu pour les loisirs.

## Diffusion de l'élevage
Le Dahmaa est classé comme une race locale yémenite. Son berceau se situe dans les régions de Sanaa, Dhamar, et Al-Hodeïda, soit, dans le Sud-Ouest du pays.
Le niveau de menace pesant sur la lignée est indiqué comme inconnu sur DAD-IS ; il n'existe pas de relevé de population. L'étude menée par l'université d'Uppsala, publiée en août 2010 pour la FAO, signale le Dahmaa comme race de chevaux asiatique locale, dont le niveau de menace est inconnu. Cependant, l'édition 2020 de l'encyclopédie de CAB International signale le Dahmaa comme étant proche de l'extinction.